# Sibley (Iowa)
Sibley – miasto w Stanach Zjednoczonych, w stanie Iowa, siedziba hrabstwie Osceola. W 2000 liczyło 2 796 mieszkańców.